# Francis (Utah)
Francis è una città degli Stati Uniti d'America, situata nello Stato dello Utah, nella Contea di Summit.